# Josei
Josei-Manga (jap. 女性漫画 /⁠(d)ʑosɛɪmaŋga⁠/ oder /⁠(d)ʑoseːmaŋga⁠/, „Frauencomic“), auch Ladies’ Comic (レディースコミック, redīsu komikku), ist ein japanischer Comic, der speziell für erwachsene Frauen gezeichnet wurde.

## Abgrenzung
Während sich der Shōjo-Manga an pubertierende Mädchen richtet, ist der Josei-Manga für erwachsene Frauen konzipiert, die bereits ein Liebes- oder Berufsleben haben. Die meisten Josei-Titel sind realistisch und behandeln Erfahrungen aus dem Arbeitsleben, der Familie, zwischenmenschliche Beziehungen oder Geschichten um Haustiere.
Sie werden meist von weiblichen Mangaka gezeichnet.

## Geschichte
Ende der 1960er, als erste Seinen-Manga für erwachsene Männer (wie Golgo 13) stark an Beliebtheit zunahmen, waren in einigen Frauenzeitschriften erstmals ein paar Seiten Comics enthalten, diese erregten aber kaum Aufmerksamkeit und wurden von eher unbekannten Zeichnerinnen kreiert.
Manga-Magazine, die sich ausschließlich der Publikation von Comics für erwachsene Frauen verschrieben hatten, tauchten erstmals 1969 mit dem Funny (ファニー, fanī), das Osamu Tezuka als Schwestermagazin für sein Avantgarde-Magazin COM gründete, und 1974 mit Josei Comic Papillon, das vom Futabasha-Verlag als weibliches Pendant zum Seinen-Magazin Manga Action gestartet wurde, auf. Die Magazine, die als Experimente gedacht waren, waren Misserfolge und wurden innerhalb kurzer Zeit wieder eingestellt, obwohl sie bekannte Shōjo-Mangaka wie Mizuno Hideko und Maki Miyako für sich gewinnen konnten.
Erste Josei-Erfolge entstanden erst Anfang der 1980er-Jahre. Manga-Magazine wie You und Be Love wurden gegründet. Populäre Shōjo-Mangaka wie Riyoko Ikeda zeichneten erste erfolgreiche Josei-Manga.
Ab 1990 erschien das Manga-Magazin Comic Amour, das erstmals keine emotional hervorstechenden Josei-Manga veröffentlichte, sondern sich pornografischen Comics für Frauen widmete und damit großen Erfolg hatte. In der gleichen Zeit erschienen Magazine wie Yan Mama Comic, die sich an junge Mütter richteten.
Nur vereinzelt werden Serien wie Honey and Clover, das auch als Anime-Serie umgesetzt wurde, und Nodame Cantabile, ein Manga über Musik, zu Bestsellern. Weitere moderne Beispiele für Josei-Mangas sind Tramps Like Us, Helter Skelter, Happy Mania oder die Werke von Erica Sakurazawa und Kiriko Nananan.

## Auflagenzahlen
Folgende Magazine der Gattung hatten im Jahr 2017 eine Auflage von mindestens 100.000 Stück:
| Magazin               | Verlag        | Auflage |
| --------------------- | ------------- | ------- |
| Elegance Eve          | Akita Shoten  | 150.000 |
| For Mrs.              | Akita Shoten  | 150.000 |
| Ren’ai Hakusho Pastel | Ōzora Shuppan | 120.000 |
| Marunama              | Hōbunsha      | 100.000 |

Die kommerziell erfolgreichsten Josei-Titel nach Auflagenzahlen sind mit Stand 2018:
- Nodame Cantabile von Tomoko Ninomiya (abgeschlossen, 24 Bände): 37 Millionen Exemplare
- Chihayafuru von Yuki Suetsugu (fortlaufend): 22 Millionen Exemplare
- Honey and Clover von Chika Umino (abgeschlossen, 8 Bände): 8,13 Millionen Exemplare[4]
- 7Seeds von Yumi Tamura (abgeschlossen, 35 Bände): 6 Millionen Exemplare[5]
- Paradise Kiss von Ai Yazawa (abgeschlossen, 5 Bände): 6 Millionen Exemplare[6]